# كاريداد سانشيز
كاريداد سانشيز هي ممثلة فلبينية، ولدت في 21 يناير 1936 في مانداوي في الفلبين.

## وصلات خارجية
- كاريداد سانشيز على موقع IMDb (الإنجليزية)
- كاريداد سانشيز على موقع قاعدة بيانات الفيلم (الإنجليزية)